# Naxalité
Naxalité jsou maoistická komunistická politická skupina v Indii.
Jejich jméno pochází od vesnice Naxalbari v Západním Bengálsku, kde hnutí vzniklo, když v roce 1967 místní buňka marxistické Komunistické strany Indie iniciovala násilné povstání, jehož cílem měla být rozdělení půdy bezzemkům. V roce 2009 už bylo hnutí aktivní zhruba v 40% procentech Indie s hlavní koncentrací v takzvaném Rudém koridoru.
Naxalité běžně podnikají násilné akce a zbylými indickými politickými skupinami jsou považováni za extremistické hnutí. Bývalý indický premiér Manmóhan Singh (ve funkci 2004–2014) je označil za největší vnitřní nebezpečí, které v současnosti Indii hrozí.